# Slank vlieskelkje
Het slank vlieskelkje (Hymenoscyphus repandus) is een schimmel in de familie Helotiaceae. Het leeft saprotroof op op stengels van braam (Rubus), harig wilgenroosje (Epilobium hirsutum) en andere kruiden, soms op afgevallen bladeren, takjes of takken van loofbomen.

## Kenmerken
De apothecia zijn gesteeld en meten tot 2(3) mm in diameter. De kleur is zeer lichtgeel tot okerachtig geel. De asci meten meten 55-85 x 7-8 µm (andere bron noemt 63-85 x 5-7 µm). De sporen smal ellipsvormig tot cilindrisch, 0(1)-septaat met enkele kleine guttulen aan beide uiteinden en meten 8-14(18) x 2,5-3(3,5) µm (ander bron noemt 7-13,5 x 2-3).
Vaak verward met Cyathicula cyathoidea, maar het excipulumhyfen is niet ingebed in gelatineuze matrix.

## Verspreiding
In Nederland komt het slank vlieskelkje zeldzaam voor.